# Ramiro I van Aragón
Ramiro I van Aragón (circa 1007 - Graus, 8 mei 1063) was van 1035 tot 1063 de eerste koning van Aragón. Hij behoorde tot het huis Jiménez.

## Levensloop
Ramiro I was de onwettige zoon van koning Sancho III van Navarra uit diens relatie met Sancha van Aybar. Volgens sommige bronnen werd hij na het huwelijk van zijn vader met Mayor van Castilië door haar geadopteerd, maar dat is niet honderd procent zeker.
Tijdens het bewind van zijn vader kreeg Ramiro verschillende gebieden in het graafschap Aragón toegewezen en nadat het koninkrijk Navarra na de dood van Sancho III werd verdeeld, viel het graafschap Aragón volledig aan Ramiro met de titel van landvoogd. Zijn jongere halfbroers kregen de overige gebieden toegewezen: García III kreeg het koninkrijk Navarra en de gebieden in het Baskenland, Ferdinand I kreeg het graafschap Castilië en Gonzalo ontving de graafschappen Sobrarbe en Ribagorza. Ramiro was als landvoogd van het graafschap Aragón ook de vazal van García III. 
Hoewel Ramiro in feite slechts landvoogd was, werd hij door zijn vazallen, buurlanden, de kerk en zelfs zijn zonen beschouwd als koning van Aragón. Ramiro slaagde erin om tijdens zijn bewind groeiende onafhankelijkheid te verwerven. Omdat de gebieden die Ramiro bestuurde eerder klein waren, werd hij soms zakkoning genoemd en Aragón een zakkoninkrijk.
Ramiro had als doel om zijn gebied uit te breiden, door zowel land van de Moren als van zijn halfbroer García te veroveren. Kort na de dood van zijn vader steunde hij de emir van Tudela tijdens diens invasie van het koninkrijk Navarra. Hoewel Ramiro door zijn halfbroer werd verslagen in de Slag bij Tafalla, was hij nog steeds in staat om gebied te veroveren, waaronder de stad Sangüesa, en kon hij Aragón een semiautonoom statuut geven. Na de dood van zijn halfbroer Gonzalo in 1043 annexeerde hij aanvankelijk met de goedkeuring van García III de graafschappen Sobrarbe en Ribagorza. Hiermee werd Aragón een grotendeels onafhankelijke staat met als hoofdstad Jaca.
Na de annexatie van Sobrarbe en Ribagorza breidde Ramiro het koninkrijk Aragón uit richting de steden Huesca en Zaragoza. Ook was hij verantwoordelijk voor het eerste charter voor de koninklijke stad Jaca, waarin hij de stad duidelijk gedefinieerde wetten van bescherming schonk voor niet-residenten.
In 1063 sneuvelde Ramiro in de Slag bij Gaus toen hij de stad probeerde in te nemen. Hij werd bijgezet in het klooster San Juan de la Peña in Santa Cruz de la Serós.

## Huwelijk en nakomelingen
Op 22 augustus 1036 huwde hij met zijn eerste echtgenote Gilberga (1015-1049), dochter van graaf Bernard Rogier van Bigorre. Na het huwelijk nam ze de naam Ermesinde aan. Ze kregen vijf kinderen:
- Sancho I (1042-1094), koning van Aragón en Navarra
- García (overleden in 1086), bisschop van Jaca
- Teresa (1037-?), huwde met graaf Bertrand I van Provence
- Sancha (1045-1097), huwde in 1063 met graaf Ermengol III van Urgell
- Urraca (overleden in 1077), werd zuster

Na de dood van Gilberga hertrouwde Ramiro in 1054 met Agnes, mogelijk een dochter van hertog Willem VII van Aquitanië. Dit huwelijk bleef kinderloos.
Ook had Ramiro een buitenechtelijke relatie met ene Amuña. Met haar kreeg hij een onwettige zoon Sancho Ramírez (1043-1105/1110), aan wie hij de regering van het graafschap Ribagorza toevertrouwde.